# Marte de Todi

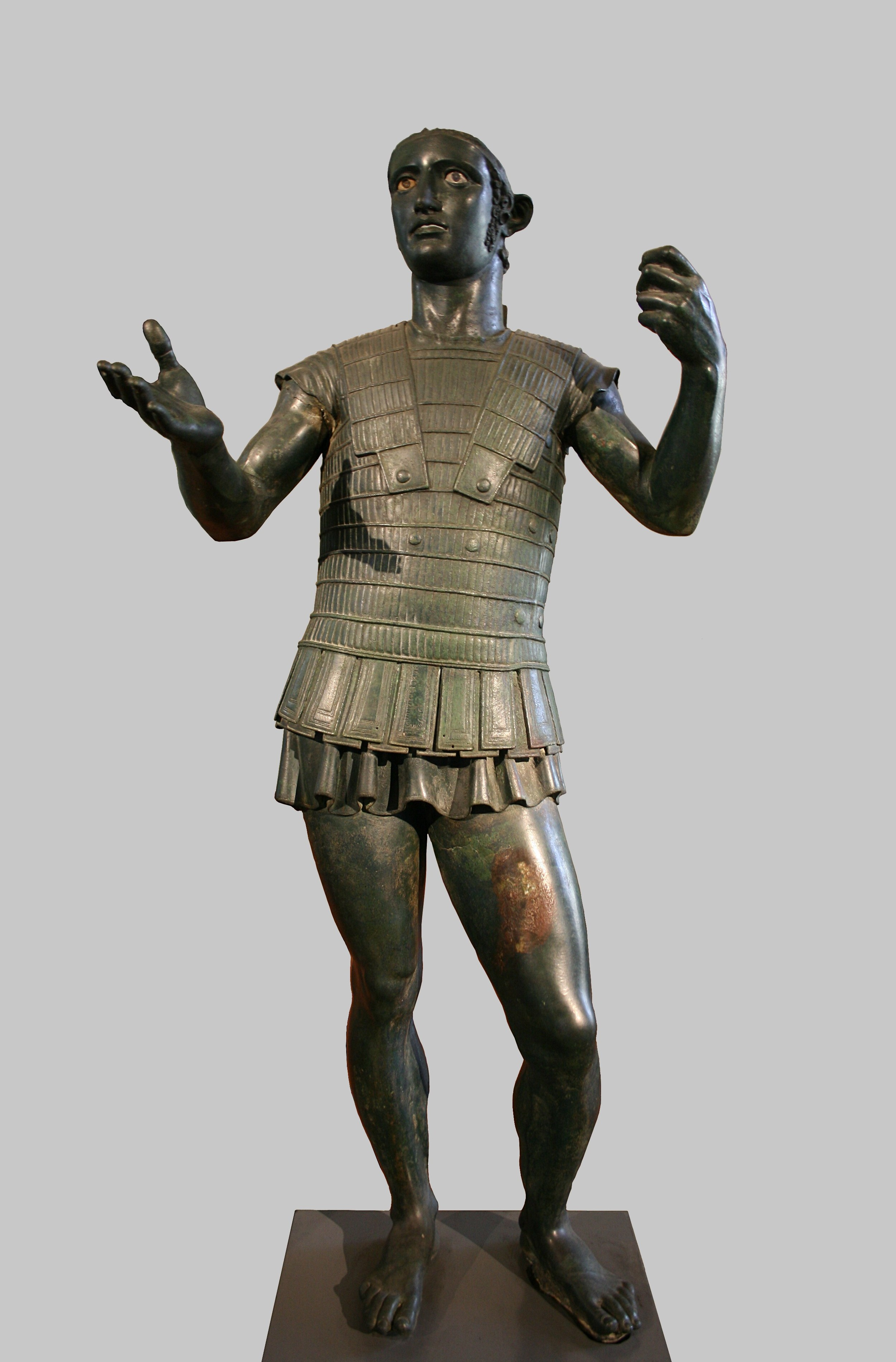
Marte de Todi.

Marte de Todi é uma escultura etrusca, uma das raras obras em bronze que sobreviveram da Antiguidade Clássica.
Foi encontrado em 1835 nas encostas do Monte Santo, próximo de Todi, na Itália, e hoje faz parte do acervo do Museu Gregoriano Etrusco do Vaticano. Mede 141 cm de altura, é oco, e foi datado de entre o fim do século V a.C. e o início do século IV a.C. A estátua representa um guerreiro de pé, vestido com uma couraça, com os braços e pernas nus. Está em excelente estado de conservação, embora lhe faltem o elmo e os objetos que segurava nas mãos, provavelmente uma pátera na direita e uma lança na esquerda. Sua denominação "Marte" é apenas alegórica, pois a identificação do sujeito não é conhecida. Sabe-se, porém, por uma inscrição na cintura, que se trata de um ex-voto oferecido por Ahal Trutitis, mas o destinatário não é mencionado. Provavelmente tenha sido Laran, o deus etrusco da guerra, equivalente ao Marte romano. Seu estilo mostra grande influência da arte grega clássica.